# Nau Victoria
La Victoria, comandada per Fernão de Magalhães i Juan Sebastián Elcano, va ser un dels cinc vaixells que van fer la primera volta al món (1519-1522). El nom ve de l'església de Santa Maria de la Victòria de Triana, on Magalhães va jurar servir a l'Emperador Carles V. La nau Victoria  es va construir a les drassanes de Ondarroa (País Basc).
La  Victoria  va ser l'únic vaixell dels cinc que va tornar a Espanya d'aquest primer viatge de circumnavegació. Dels 234 mariners que van començar el viatge, només 18 el van acabar. El mateix Magalhães va morir lluitant a les Filipines.
Les altres quatre naus van ser la Trinitat (110 tones, 55 mariners, vaixell de Magalhães), la Sant Antoni (120 tones, 60 mariners), la Concepció (90 tones, 45 mariners) i la Santiago (75 tones, 32 mariners).
El 6 de setembre de 1522, la Victoria va arribar a Sanlúcar de Barrameda sota el comandament de Juan Sebastián Elcano, i amb 17 supervivents més, convertint-se en el primer vaixell a circumnavegar la Terra.
Posteriorment, la nau va desaparèixer en alta mar en un viatge de tornada a Espanya des de Santo Domindo de Guzmán.

## Tripulació
Aquests divuit homes van tornar a Sanlúcar en la nau Victoria el 1522, tal com es reflecteix a la placa de la façana de l'ajuntament de Sanlúcar de Barrameda (Cadis):
| Nom                                          | Càrrec                       |
| -------------------------------------------- | ---------------------------- |
| Juan Sebastián de Elcano, de Getaria         | Capità                       |
| Francisco Albo, d'Axio. Veí de Rodes (Roses) | Pilot                        |
| Miguel de Rodas, de Roses                    | Pilot                        |
| Juan de Acurio , de Bermeo                   | Pilot                        |
| Antonio Lombardo (Pigafetta), de Vicenza     | Cronista i geògraf           |
| Martín de Yudícibus, de Savona               | Mariner                      |
| Hernando de Bustamante, de Mèrida            | Mariner i barber             |
| Nicolás el Grec, de Nàuplia                  | Mariner                      |
| Miguel Sánchez de Rodas, de Roses            | Mariner                      |
| Antonio Hernández Colmenero, de Huelva       | Mariner                      |
| Francisco Rodríguez, portuguès de Sevilla    | Mariner                      |
| Juan Rodríguez de Huelva                     | Mariner, natural de Mallorca |
| Diego Carmena , de Baiona                    | Mariner                      |
| Hans, d'Aquisgrà                             | canoner                      |
| Juan de Arratia, de Bilbao                   | Grumet                       |
| Vasco Gómez Gallego el Portuguès, de Baiona  | Grumet                       |
| Juan de Santandrés, o de Santander, de Cueto | Grumet                       |
| Juan de Zubileta, de Barakaldo               | Patge                        |

## Rèplica

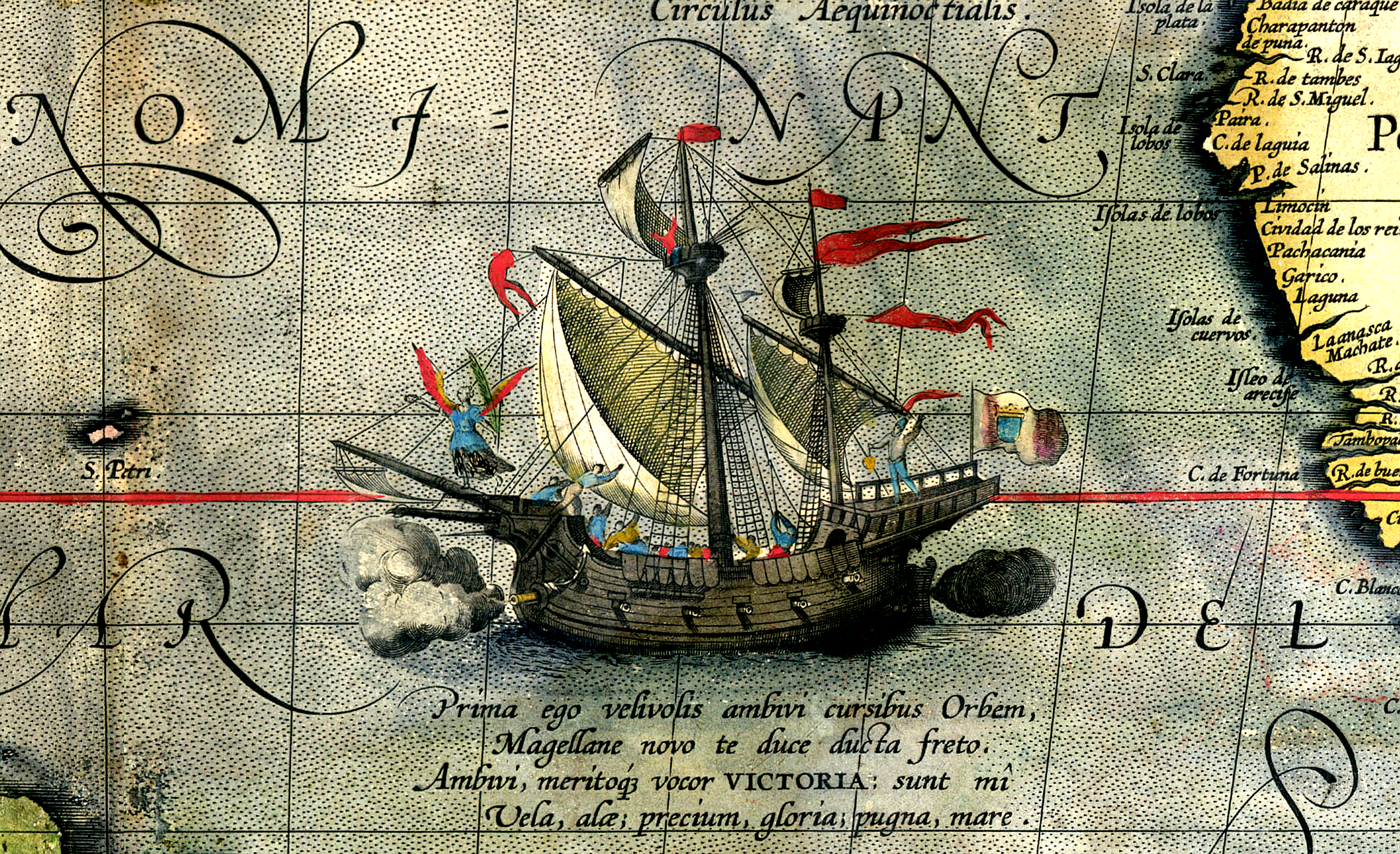
Detall d'un mapa de 1590 mostrant la nau Victòria

Amb motiu de la Expo 1992 de Sevilla, es va construir una rèplica, que va bolcar durant la seva avarada el 22 de novembre de 1991 a Isla Cristina (Huelva), havent de sortir nedant del navili l'actriu que donava vida a la mascota Curro, pel fet que a penes hi havia 80 cm d'aigua, en estar baixa la marea.
Després de les pertinents reparacions, al costat de les rèpliques de les dues caravel·les i la nau Santa Maria de Colom, va romandre atracada al Port de Triana durant l'esmentada exposició. Després d'aquesta, les caravel·les van ser destinades al moll de les caravel·les a Palos de la Frontera, mentre que la Victòria, va romandre a terra davant del Pavelló de la Navegació. El 2004 es va rehabilitar la nau per tornar a fer la volta al món passant per Pequín amb motiu de l'Expo 2005. La Nau Victoria va tornar a Sanlúcar de Barrameda el 2006 acabant el seu viatge amb èxit, i després va tornar a Sevilla, romanent en l'aire la seva destinació final.
El 12 de juliol de 2009, va partir des de Puerto Sherry, al Puerto de Santa María amb destinació a Getaria, poble natal de Juan Sebastián Elcano, en el context de la II Ruta Marees dels Descobriments, per participar en els actes que s'hi celebren cada quatre anys, entre d'altres, una recreació del desembarcament que va fer aquest mariner a Sanlúcar de Barrameda, quan va arribar a les costes gaditanes després de la primera volta al món de la història